# Autunno (romanzo)
Autunno è un romanzo della scrittrice scozzese Ali Smith, pubblicato nel 2016 e tradotto in Italia due anni dopo da edizioni SUR. È la prima della tetralogia sullo "stato della nazione", i cui titoli traggono il loro nome dalle stagioni, con l'obbiettivo dichiarato dalla scrittrice di esplorare "che cosa è il tempo, come lo viviamo". Scritto rapidamente dopo il referendum sulla permanenza del Regno Unito nell'Unione europea svoltosi il 23 giugno 2016, è stato definito il primo "romanzo post-Brexit" che affronta le questioni sollevate dalla decisione degli elettori.  Nel luglio 2017 Autunno è stato finalista per il Man Booker Prize for Fiction 2017 e nel settembre 2017 è stato annunciato come uno dei sei libri che avrebbero fatto parte della shortlist.
Autunno è stato nominato dal New York Times come uno dei 10 migliori libri del 2017.

## Trama
Daniel Gluck, un signore di 101 anni dal passato quasi completamente sconosciuto, giace addormentato e sogna nella sua casa di cura in cui è ricoverato. Negli ultimi mesi si reca regolarmente a visitarlo Elisabeth Demand, 32 anni, sua vicina dal 1993, quando aveva otto anni. La madre aveva allora disapprovato questa amicizia, pensando che l'anziano Daniel fosse un "artistoide" gay, ma la bambina non le aveva obbedito e aveva stretto con lui un profondo legame affettivo, alimentato dal comune amore per la creatività, l'arte, il linguaggio, la letteratura. Ispirata dalle descrizioni di Daniel di quadri e creazioni artistiche, Elisabeth si è laureata con una tesi su un'artista pop degli anni '60 morta da tempo, Pauline Boty, uno dei personaggi principali del libro:
Ora Elisabeth lavora come insegnante di storia dell'arte in una università londinese, ma il contratto è a scadenza e il suo stato di precarietà lavorativa non le permette di poter contare su un futuro certo. Avvisata del precario stato di salute in cui versa Daniel Gluck, che non vede più ormai da dieci anni, Elisabeth fa ritorno a casa per trovarlo, assistendo al contemporaneo cambiamento della madre, ormai di mezza età, impegnata in una storia d'amore non convenzionale con un'ex attrice bambina della BBC conosciuta in un reality show. La storia si alterna in gran parte tra i sogni prolungati di Daniel mentre si avvicina alla morte (in uno di questi è avvolto da foglie e alberi, e si dissolve nella natura) e i ricordi di Elisabeth sulle origini e gli sviluppi della loro amicizia, mai venuta meno anche se interrottasi per lungo tempo.
Se il tempo in cui si collocano le vicende vissute dai protagonisti si dilata all'indietro (e "lateralmente" come è tipico di Smith) fino agli anni sessanta, con continui flashback che includono icone storiche, come Bob Dylan, Sylvia Plath, e vicende di costume come l'affare Profumo, il presente entro cui si svolge la narrazione - dal ritorno a casa di Elisabeth al risveglio di Daniel Gluck - occupa solo quattro mesi, da luglio a novembre 2016. Il contesto di attualità che fa da sfondo al romanzo è quello di un paese cupo, spezzato dal voto sulla Brexit, percorso dall'astio e dalla paura.
L'apertura iniziale del libro ("Era il tempo peggiore e il tempo peggiore. Di nuovo. Perché le cose a un certo punto questo fanno. Crollano. È sempre stato così e sempre lo sarà, è nella natura delle cose"), riferimento a A Tale of Two Cities di Charles Dickens, anticipa la descrizione della Gran Bretagna del dopo Brexit:
(Ali Smith, Autunno, p. 21)

## Pubblicazione
Autumn è stato pubblicato il 20 ottobre 2016, meno di quattro mesi dopo il referendum che sancì l'uscita del Regno Unito dall'Unione Europea. Parlando delle origini dell'opera e delle altre tre in programma, Smith ha detto:

## Ricezione critica
Joanna Kavenna ha rilevato come lo scorrere del tempo, la sua inesorabilità e le perdite che ne accompagnano l'avanzata (in termini di vite umane, o di creazioni artistiche ignorate o distrutte) inducano a riflettere sull'importanza delle cose e su come vivere al meglio il presente. La vicenda del rinnovo del passaporto di Elisabeth, esempio magistrale dell'assurdità della burocrazia, il divieto che la madre di Elisabeth le pone di frequentare Daniel, così come la cecità del relatore della tesi che non vuole riconoscere l'esistenza di figure femminili nel movimento pop art britannico, si contrappongono alla storia di amicizia fra Elisabeth e Daniel, e all'arte perduta di Boty. "Penso che Smith stia scrivendo sulla finitezza e su come la vita sia fugace, straordinaria e improbabile, eppure i mortali sono vincolati da editti esterni, costretti a passare il loro tempo guadagnando salari minimi, misurando le fotografie del passaporto con un righello. Nei suoi paesaggi della memoria e nei suoi mondi onirici, Smith rivela i desideri sepolti dei suoi personaggi; la loro agonia, il loro desiderio pieno di speranza, la loro paura della morte. […] L'autunno è una bellissima, struggente sinfonia di ricordi, sogni e realtà transitorie; l' "infinita triste fragilità" delle vite mortali ".
Stuart Kelly trova in quest'opera "echi del lavoro precedente [di Smith]: alcune delle parti più belle del romanzo sono i sogni irregolari di Daniel sull'orlo della morte, che ricordano le sezioni di Sara Wilby di Hotel World; Elisabeth è una cinica naif o ingenua cinica come Amber in The Accidental, la cui franchezza rivela l'assurdità e l'ipocrisia del mondo (le sezioni in cui si occupa della burocrazia per ottenere un nuovo passaporto sono tra le cose più divertenti che Smith abbia scritto)".
In The Independent Lucy Scholes ha affermato che "già riconosciuta come una delle scrittrici più inventive che scrivono in Gran Bretagna oggi, con il suo nuovo romanzo, Autumn, Ali Smith si dimostra anche una delle croniste più importanti del paese", con l'attenzione salda sull'ambiente sociale e politico ".
Alex Preston ha scritto sul Financial Times: "L'autunno è un romanzo di idee, e la trama non è il motivo per cui continuiamo a girare le pagine. Ciò che conquista il lettore è il modo in cui Smith ci porta più a fondo nel mondo di Elisabeth [...] e il modo in cui l'amabile, grande di cuore Daniel triangola e illumina queste vite ". Conclude: "Posso pensare a pochi scrittori: Virginia Woolf è una, James Salter un altro - così capace di spingere una narrazione attraverso la sola voce. L'uso di Smith del discorso indiretto libero, lo stile vicino alla terza persona che mette il lettore contemporaneamente dentro e fuori dai suoi personaggi, significa che l'autunno, nonostante tutta la sua intelligenza, non è mai difficile. […] In un paese apparentemente diviso contro se stesso, uno scrittore come Smith, che ti fa sentire conosciuto, che sembra parlare alle tue stranezze private, è più prezioso di un intero parlamento di politici ".
Il libro è stato nominato dal New York Times come uno dei 10 migliori libri del 2017.  Nel 2019, il romanzo è stato classificato all'ottavo posto nella classifica stilata dal Guardian dei 100 migliori libri del XXI secolo.